# Aunslev
Aunslev är en tätort i Nyborgs kommun i Region Syddanmark i Danmark. Tätorten har 386 invånare (2024). Den ligger på Fyn, cirka 6,5 kilometer nordväst om Nyborg.